# Czernięcin (gmina)
Czernięcin (inaczej Turobin) – dawna gmina wiejska istniejąca przejściowo w XIX wieku na Lubelszczyźnie. Siedzibą władz gminy był Czernięcin, a następnie Turobin.
Gmina Czernięcin powstała pod koniec XIX wieku w Królestwie Polskim, w powiecie krasnostawskim w guberni lubelskiej z obszaru dotychczasowej gminy Turobin (w 1877 roku jednostka funkcjonuje jeszcze pod nazwą gmina Turobin, jak również we wzmiance z 1880).
Słownik geograficzny Królestwa Polskiego z 1883 podaje już nazwę gmina Czernięcin jako jedną z 14 (12) gmin wiejskich powiatu krasnostawskiego guberni lubelskiej, natomiast wykaz gmin z 1911 podaje ponownie nazwę gmina Turobin. Tak więc jednostka musiała zostać utworzona pomiędzy 1877 a 1883, a zlikwidowana pomiędzy 1883 a 1911.